# Fenêtre Post Tenebras Lux
La fenêtre « Post Tenebras Lux » est un vestige de la Renaissance situé dans le village des Baux-de-Provence dans le département français des Bouches-du-Rhône en région Provence-Alpes-Côte d'Azur.

## Localisation
La fenêtre « Post Tenebras Lux » est située face à l'Hôtel de Manville (devenu mairie des Baux-de-Provence depuis 1960) à l'angle de la grand rue, de la rue neuve et de la rue du château.

## Historique
Cette fenêtre est l'unique vestige d'une demeure dite « logis de Brisson-Peyre », du nom du bourgeois qui l'acheta à ses premiers propriétaires, édifiée durant le troisième quart du XVIe siècle par Claude de Manville, fils de Claude de Manville, capitaine-viguier des Baux, et qui constituait une dépendance de l'Hôtel de Manville. La demeure servit sans doute de temple protestant, comme peut le laisser supposer la devise calviniste gravée au-dessus de la fenêtre : « Post Tenebras Lux » (« Après les ténèbres, la lumière »).
Il y avait en effet au XVIe siècle de nombreuses communautés réformées en Provence, comme à Arles, Les Baux, Tarascon, Saint-Rémy-de-Provence... Les Manville eux-mêmes étaient protestants de longue date. La présence à l'époque de nombreux protestants aux Baux s'expliquait par la tolérance du Baron des Baux.
La fenêtre « Post Tenebras Lux » fait l'objet d'un classement au titre des monuments historiques depuis le 25 juillet 1905.

## Description
Cette remarquable fenêtre à meneaux appartient au premier style de la Renaissance française en Provence.
Elle se compose d’un meneau, d’une traverse et d'un encadrement moulurés et est  entourée d'un décor sculpté inspiré de l'antique : elle est encadrée de pilastres cannelés surmontés de chapiteaux plats ornés d'oves et est surmontée d'un entablement à l'antique constitué d'une architrave, d'une frise et d'une corniche.
La frise (partie médiane de l'entablement) porte l’inscription « Post Tenebras Lux 1571 ».

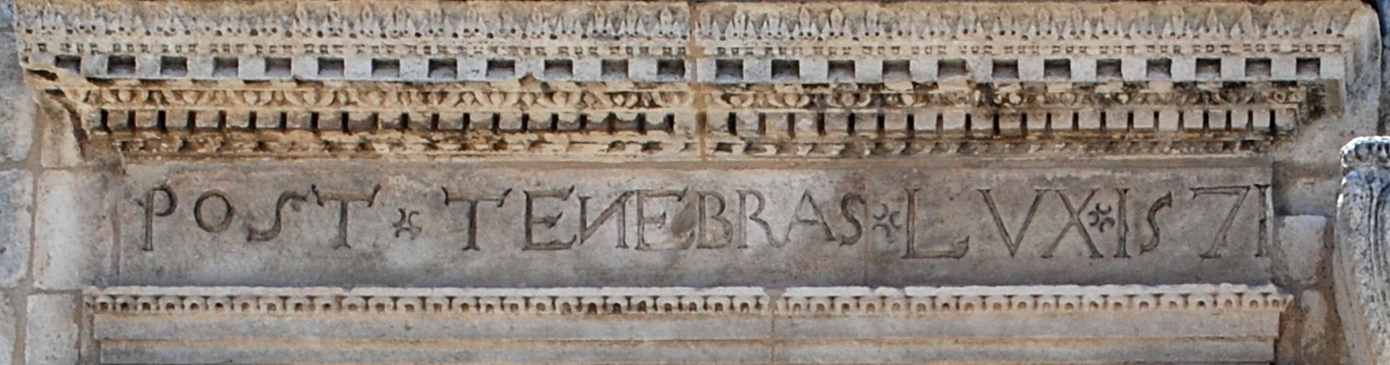
L'inscription calviniste « Post Tenebras Lux 1571 »